# Dhupadahalli, Hirekerur
Dhupadahalli là một làng thuộc tehsil Hirekerur, huyện Haveri, bang Karnataka, Ấn Độ.